# Jon Cruddas
Jonathan Cruddas (né le 7 avril 1962) est un homme politique britannique du parti travailliste qui est député de 2001 à 2024, d'abord pour Dagenham et pour la circonscription de Dagenham et Rainham. 
Après avoir critiqué de nombreux aspects du gouvernement Blair, Cruddas se présente pour le leadership adjoint du Parti travailliste en 2007, étant éliminé lors de l'avant-dernier tour du scrutin. En 2012, Cruddas est nommé au cabinet fantôme d'Ed Miliband, en remplacement de Liam Byrne en tant que coordinateur des politiques du parti travailliste.

## Jeunesse et éducation
Cruddas est né à Helston, en Cornouailles, de John, un marin, et de Pat (originaire du comté de Donegal, en Irlande). Cruddas fait ses études à la Oaklands Roman Catholic Comprehensive School, Waterlooville, Portsmouth, avant de fréquenter l'Université de Warwick où il obtient une maîtrise et un doctorat en études industrielles et commerciales en 1991, avec une thèse intitulée Une analyse de la théorie des valeurs, la sphère de la production et les approches contemporaines de la réorganisation des relations de travail. Il est professeur invité de l'Université du Wisconsin à Madison de 1987 à 1989. 
Cruddas est chercheur invité au Nuffield College, Oxford en 2016, et est également professeur invité à l'Université de Leicester, principalement impliqué avec le Center for Sustainable Work and Employment Futures. 

## Début de carrière
En 1989, il devient agent politique pour le parti travailliste avant d'être nommé assistant principal du secrétaire général du parti travailliste Larry Whitty en 1994, restant à ce poste lorsque Tom Sawyer (baron Sawyer) devient secrétaire général la même année. Après les élections générales de 1997, il est secrétaire politique adjoint du premier ministre nouvellement élu Tony Blair. Son rôle principal est d'assurer la liaison entre le Premier ministre et les syndicats, avec lesquels Blair a souvent des relations difficiles. Dans ce poste, il travaille également beaucoup à l'introduction du salaire minimum. 

## Carrière politique
Cruddas est désigné pour être candidat pour le siège travailliste sûr de Dagenham en 2000, après que la députée en exercice Judith Church ait annoncé qu'elle prendrait sa retraite. Il est élu député de Dagenham l'année suivante aux élections générales de 2001, avec une majorité de 8 693 voix. 
De l'arrière-ban, Cruddas devient rapidement un critique virulent du gouvernement, considérant qu'il délaisse le soutien traditionnel de la classe ouvrière dans le but d'être plus attrayant pour les électeurs de la classe moyenne. Il se rebelle contre le gouvernement à plusieurs reprises; notamment sur l'introduction de frais de complément universitaire, la législation sur les demandeurs d'asile, l'introduction d'écoles de confiance, les propositions de renouvellement du système britannique d'armes nucléaires Trident et les fondations fiduciaires. Il soutient à la fois la quatrième option pour l'investissement direct dans les logements sociaux et le projet de loi sur la liberté syndicale. 
Cruddas est réélu aux élections générales de 2005, mais sa circonscription de Dagenham est supprimée lors du redécoupage en vue des élections générales de 2010. Cruddas se présente dans la circonscription nouvellement créée de Dagenham et Rainham. Il remporte le siège par 2 630 voix lors d'une campagne électorale serrée, sur un siège que le Parti national britannique avait fortement ciblé. Cela conduit un grand nombre d'organisations antifascistes non affiliées au Parti travailliste, comme Hope not Hate, à faire campagne pour que Cruddas résiste au BNP. Après avoir été réélu, il accepte un poste à temps partiel d'enseignant en histoire du travaillisme à l'University College d'Oxford de 2010 à 2012. 

## Élection à la direction adjointe
Le 27 septembre 2006, Cruddas annonce son intention de devenir chef adjoint du Parti travailliste après la démission de John Prescott. Il déclare qu'il ne veut pas être vice-premier ministre, mais qu'il souhaite plutôt agir comme une "courroie de transmission" avec la base du parti. Lors d'entretiens, Cruddas déclare qu'il ne veut pas des "pièges ou des babioles" qui pourraient éventuellement accompagner le poste de vice-premier ministre, comme l'utilisation de la résidence de campagne du week-end de Dorneywood. 
Cruddas reçoit le soutien de 49 députés et un fort soutien syndical, notamment d'Amicus et du Syndicat des travailleurs des transports ainsi que de l'ancien chef adjoint Roy Hattersley, puis du maire de Londres Ken Livingstone,  Président NUS Gemma Tumelty etl' ancien membre du Comité exécutif national, et de acteur et présentateur Tony Robinson . Le magazine de gauche Tribune le défend comme "le changement nécessaire". 
Le 24 juin 2007, Harriet Harman remporte l'élection, bien que Cruddas ait obtenu la plus forte proportion de voix au premier tour. Il est finalement éliminé au quatrième tour de scrutin, arrivant troisième derrière Harman et Alan Johnson.   

## Positions politiques
Le 15 mai 2012, le leader travailliste Ed Miliband offre à Cruddas un poste dans son cabinet fantôme en tant que coordinateur de la politique travailliste, en vue de rédiger le manifeste travailliste pour les élections générales de 2015. Cruddas accepte l'offre, affirmant qu'il a toujours voulu influencer la politique. 
La Commission sur l'avenir du parti est lancée lors de la conférence annuelle du parti travailliste de 2016 à Liverpool. L'objectif de la commission est de formuler un ensemble de recommandations politiques réalisables, qui seront présentées dans un rapport en septembre 2017 lors de la conférence annuelle travailliste à Brighton. Le député Jon Cruddas est l'un des commissaires travaillant sur le projet. 
Cruddas conserve de peu son siège aux élections générales de 2019, avec une majorité extrêmement réduite de 293 voix devant le candidat conservateur. Il soutient Lisa Nandy pour le poste de leader travailliste lors de l'élection à la direction du parti travailliste de 2020.   
Jon Cruddas est l'un des 36 députés travaillistes à proposer Jeremy Corbyn comme candidat aux élections à la direction travailliste de 2015. Cependant, il soutient par la suite Owen Smith dans sa tentative infructueuse de remplacer Corbyn lors des élections à la direction du Parti travailliste (Royaume-Uni) en 2016 . 

## Vie privée
Cruddas épouse la militante travailliste Anna Healy (titrée baronne Healy de Primrose Hill) en 1992; le couple a un fils, Emmett Cruddas. Son épouse travaille comme conseillère spéciale d'Harriet Harman et a auparavant travaillé pour les députés travaillistes Jack Cunningham, Mo Mowlam et Gus Macdonald. Il vit à Notting Hill.